# Villasequilla de Yepes
Villasequilla de Yepes är en ort i Spanien.   Den ligger i provinsen Toledo och regionen Kastilien-La Mancha, i den centrala delen av landet, 60 km söder om huvudstaden Madrid. Villasequilla de Yepes ligger 519 meter över havet och antalet invånare är 2 531.
Terrängen runt Villasequilla de Yepes är huvudsakligen platt, men österut är den kuperad. Runt Villasequilla de Yepes är det ganska glesbefolkat, med 24 invånare per kvadratkilometer. Närmaste större samhälle är Añover de Tajo, 12,9 km norr om Villasequilla de Yepes. Trakten runt Villasequilla de Yepes består till största delen av jordbruksmark.